# Le Clown et le Pacha neurasthénique
Pour plus de détails, voir Fiche technique et Distribution.
Le Clown et le Pacha neurasthénique ou Le Pacha neurasthénique est un film muet français réalisé par Georges Monca, sorti en 1910.

## Fiche technique
- Titre : Le Clown et le Pacha neurasthénique
- Titre alternatif : Le Pacha neurasthénique
- Réalisation : Georges Monca
- Scénario : Maurice Kéroul
- Photographie :
- Montage :
- Société de production : Société cinématographique des auteurs et gens de lettres (S.C.A.G.L)
- Société de distribution : Pathé Frères
- Pays d'origine :  France
- Langue : film muet avec les intertitres en français
- Métrage : 245 mètres
- Format : Noir et blanc — 35 mm — 1,33:1 — Muet
- Genre :  Comédie
- Durée : 8 minutes 10 secondes
- Dates de sortie : 
  - France : 29 septembre 1910

## Distribution
- Charles Prince : le clown	Gugusse
- André Simon : le pacha Aboul-Assan
- Mistinguett : la ballerine Miss Tinguett
- Émile Mylo
- Carlos Avril
- Gaston Sainrat
- Germaine Lançay
- Lucien Blondeau
- Maria Fromet
- Moricey
- Gabrielle Lange
- Tauffenberger fils
- Madame Besnard
- Madame Dornys
- Madame de Trémerenc
- Lancry
- Barally
- Martsa
- Nemo
- Anthony
- Sarborg
- Verdevaine
- Grégoire
- Stengel
- Fromet
- Benoît